# Prakab
Kabelovnu Prakab (akronym spojení Pražská továrna na káble) založil na podzim roku 1919 průmyslník Emil Kolben spolu se svými společníky z rodiny Heinricha Egera z rakouského Schwechatu. Zprvu fungovala ve starém vysočanském pivovaru, posléze v Hostivaři. Činnost firmy byla vymezena na výrobu kabelů a dalšího elektrického vodícího materiálu, čemuž se věnuje více než sto let.

## Stavba továrny
Během přelomu let 1921–1922 nechal Kolben na hostivařském pozemku vystavět základ továrny. Přízemní stavbu s patrovou administrativní částí navrhl a postavil architekt a stavitel Václav Haase, s nímž Kolben úspěšně spolupracoval i na dalších budovách svých továrních objektů (Haase je mimo jiné autorem např. radnice ve Vysočanech). Výroba zde započala v červenci roku 1922 po stěhování z Vysočan. Prvním ředitelem továrny se stal zakladatelův zeť Ignác Schück.

## Historie
Část zboží Prakabu byla nabízena přes prodejny Isomat (kartelový obchod několika kabeloven), ostatní produkty ale expedoval přímo, své zastoupení měl v mnoha městech, vedle Prahy např. v Plzni, Teplicích, Brně, Olomouci, Ostravě, Bratislavě a Opavě. Pobočky fungovaly nejen v evropských městech, ale též v marocké Casablance nebo palestinské Haifě. V době druhé světové války byla z antisemitských důvodů Kolbenova rodina i jejich rakouští společníci odstaveni z vedení i z vlastnické struktury, firma byla převedena na akciovou společnost a spojena s Křižíkovými závody, generálním ředitelem se stal Karel Risinger. Spojení vedlo k dalšímu posílení továrny, rozšíření zázemí i jejího odbytu. Prosperovala i po svém znárodnění v roce 1945, nově jako součást národního podniku Kablo, ať už jako samostatný podnik nebo jako závod v rámci koncernů Kablo Bratislava a Kablo Kladno. Na počátku šedesátých let dosáhl hostivařský podnik zenitu počtu zaměstnanců, kterých bylo více než tisíc. Po zhroucení komunistického režimu byla továrna privatizována a v 90. letech ji jako akciovou společnost kapitálově znovu ovládli přímí potomci někdejších společníků Emila Kolbena ze Schwechatu.

## Po roce 2000
V době nového milénia společnost zaměstnávala kolem 350 lidí, roční produkce činila více než 50 tisíc tun nejrůznějších kabelů (zhruba tři čtvrtiny určeny na export), ve svém portfoliu měla asi 1200 různých typů kabelů, přičemž dosahovala obratu přesahujícího tři miliardy korun. Její produkty byly užity při stavbě či rekonstrukci objektů jako jsou Národní muzeum, tunelový komplex Blanka, Letiště Václava Havla, či v elektrárnách Dukovany, Temelín a Mochovce ad. V roce 2021 továrna vydala o své historii knihu PRAKAB: 100 let pražské kabelovny, kterou napsal Lukáš Berný ve spolupráci s továrními odborníky.